# 宇宙銃

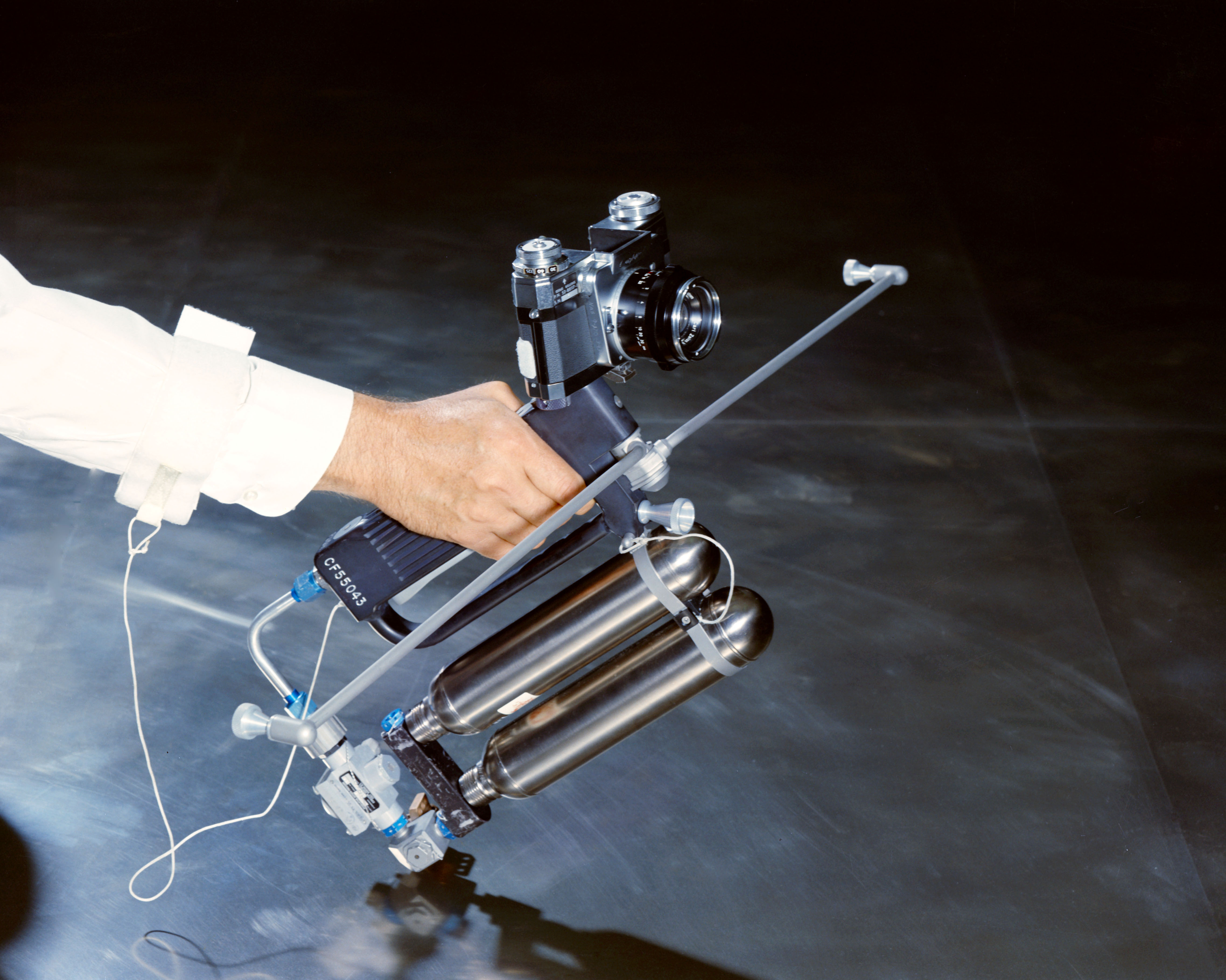
宇宙銃

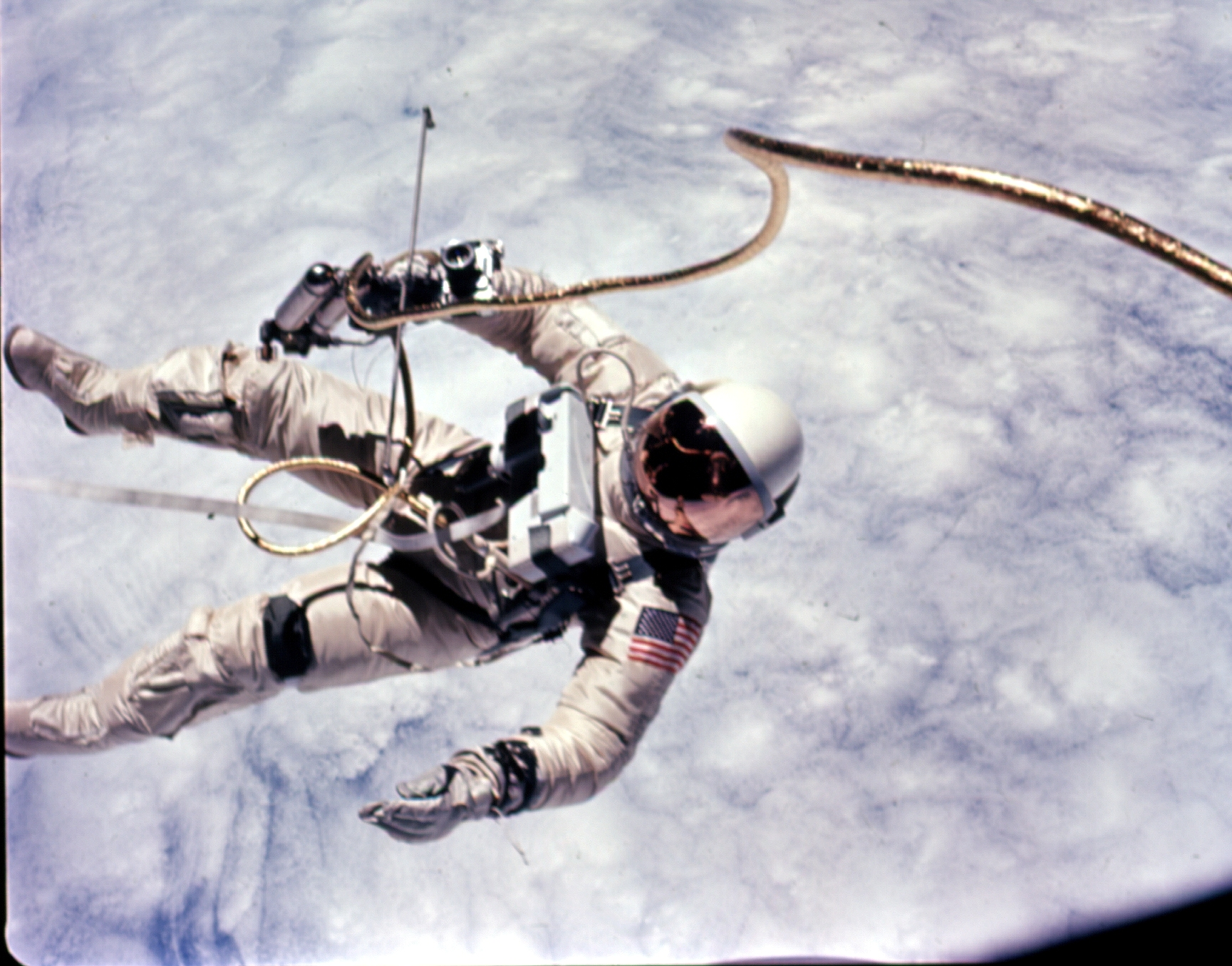
エドワード・ホワイト宇宙飛行士がジェミニ4号の船外活動中に使用した宇宙銃

宇宙銃（うちゅうじゅう,Space gun）とは正式名称Hand-Held Maneuvering Unit (HHMU)と呼ばれる、宇宙空間において船外作業/宇宙遊泳に用いる移動装置。ガス噴射装置であり、兵器ではなく、発射ガスの反動を用いて、宇宙飛行士が宇宙空間を移動するのに用いる。ジェミニ4号、ジェミニ8号、ジェミニ10号、ジェミニ11号、スカイラブに装備されていた。実際に使用されたのはジェミニ4号とジェミニ10号だけである。
ジェミニ4号における宇宙遊泳において、エドワード・ホワイトが用いた。ホワイトは酸素ガスを噴射する宇宙銃を手に持って使用した。噴射による反動運動量のベクトルが、宇宙飛行士の重心を貫かないと有効な運動が行ないづらいため、ホワイトの宇宙遊泳を見ていたジェームズ・マクディヴィットは、装置について失望('hopeless device')的なものと感想を述べている。
ジェミニ10号における宇宙遊泳ではマイケル・コリンズが使用した物は宇宙飛行士の臍帯コネクタにバンドルされたホースを介して、宇宙船内部から窒素ガス推進剤として受け取る方式だった。
現在は発展型として、背部に装備して自在に噴射移動や姿勢制御が行えるEMU（船外活動ユニット）が使用されている。